# 転職ナビ
転職ナビ（てんしょくナビ）は、株式会社リブセンスが運営していた中途採用向け転職支援サイト

## 概要
運営元のリブセンスは2006年2月に設立され、2008年5月に成功報酬型正社員転職サイト「ジョブセンスリンク」のサービスを開始。
ジョブセンスリンクは、先行してサービスを開始していたアルバイト求人サイト「ジョブセンス（現マッハバイト）」にちなんで名付けれた。
2017年6月には、名称を「転職ナビ」に変更し、サイトも大幅にリニューアルされた。
特徴として、掲載費無料であり、採用・応募時点で課金を行う成功報酬型、採用決定時の「祝い金」などがある。
正社員転職サービスの他に、2017年2月に、求職者向け転職情報サイト「JOBSHIL」、2019年1月15日に、中途採用担当者向け情報サイト「JOBSHIL BIZ」がある。

## 略歴
- 2008年5月 - リブセンスが転職ナビの前身となるジョブセンスリンクを立ち上げ
- 2015年9月 - Android版公式アプリをリリース
- 2017年1月 - iOS版公式アプリをリリース
- 2017年2月 - 求職者向け転職情報サイト「JOBSHIL」を公開
- 2017年6月 - ジョブセンスリンクから転職ナビにリニューアル
- 2019年1月 - 中途採用担当者向け採用情報サイト「JOBSHIL BIZ」を公開
- 2022年1月 - サービス終了